# 卧龙河
卧落河又名卧龙河，是中国长江流域的一条河流，属于雅砻江右岸水系，注入理塘河，是雅砻江的二级支流。河长190公里，流域面积8440平方公里，年均流量135立方米每秒。自然落差1160米，水能理论蕴藏量为42万千瓦。